# Екатеринославский
Екатеринославский — хутор в Тбилисском районе Краснодарского края.
Входит в состав Марьинского сельского поселения.

## География
Расположен на левом берегу реки Кубань.

### Улицы
- пер. Степной,
- ул. Западная,
- ул. Колхозная,
- ул. Кубанская,
- ул. Степная.

## Население
| 2002 | 2010 |
| ---- | ---- |
| 401  | ↗494 |